# Günther Beindorff
Günther Beindorff (* 23. Februar 1890 in Hannover; † 2. Februar 1952 ebenda) war ein deutscher Chemiker, Fabrikant, Verbandsfunktionär und Mäzen. Er war Geschäftsführer der Fabrik Günther Wagner in Hannover, aus der die Pelikan Holding Aktiengesellschaft hervorging.

## Leben
Günther Beindorff war der älteste Sohn von Fritz Beindorff (1860–1944), der Kaufmann, Fabrikant, rumänischer Generalkonsul und preußischer Kommerzienrat, Kunstmäzen und vielfach geehrter Verbandsfunktionär und mit Elli geborene Wagner verheiratet war. Sein Großvater war der Chemiker und Unternehmer Günther Wagner (1842–1930), der Gründer der Firma Pelikan in Hannover.
Nach dem Besuch des Realgymnasiums in Hannover absolvierte Günther Beindorff eine Lehre im väterlichen Geschäft. Dann ging er zum Chemiestudium nach München, Freiburg im Breisgau und nach Rostock. Von 1914 bis 1918 nahm er aktiv am Ersten Weltkrieg teil. Nach seiner Rückkehr promovierte er 1919 zum Dr. phil. Das Thema seiner Dissertation lautete Beiträge zur Kenntnis des 1,3-Diphenyl-4-azobenzol-5-chlorpyrazols und seiner Derivate. Danach wurde er Prokurist bei der Firma seines Großvaters Günther Wagner, in der er 1923 Geschäftsführer wurde. 1928 stieg sein jüngerer Bruder Kurt Beindorff in die Geschäftsführung ein. Günther Beindorff schloss sich als Mitglied der NSDAP an. Nach Kriegsende 1945 übernahm Günther Beindorff die Fabrik.
Als Mäzen unterstützte er u. a. die Waldorfschule Hannover. Außerdem war Günther Beindorff Mitglied der Kestnergesellschaft in Hannover. Ferner war er bis zu seinem Tod im Jahre 1952 Präsident des Rotary Clubs in Hannover.
Günther Beindorff wurde auf dem Stadtfriedhof Stöcken beigesetzt.

## Familie
Günther Beindorff heiratete 1914 Dorothea geborene Peters. Aus der Ehe gingen die vier Söhne Gunfried, Wolfgang, Klaus und Johann Christoph Beindorff sowie die Tochter Renate verehelichte Soltau hervor. Sie lebten in Hannover, Richard-Wagner-Straße 9.

## Schriften (Auswahl)
- Beiträge zur Kenntnis des 1,3-Diphenyl-4-azobenzol-5-chlorpyrazols und seiner Derivate. Rostock 1919.